# Thank You (canción de Led Zeppelin)
«Thank You» es el cuarto tema del disco Led Zeppelin II del grupo Led Zeppelin, escrito por Robert Plant y Jimmy Page y editado en el año 1969. Es una balada lenta que marcó una implicación más profunda de Plant en la composición de canciones, siendo ésta la primera canción cuya letra fue escrita íntegramente por él, si bien las primeras líneas guardan cierta semejanza con "If 6 was 9", de Jimi Hendrix. Robert Plant la dedicó a su esposa.
Destaca la delicadeza del órgano tocado por John Paul Jones.
"Thank You" fue una canción especialmente popular en conciertos en vivo, y permitió cierto espacio al trabajo de Jones en teclado. Un ejemplo de ello se hace presente en las Led Zeppelin BBC Sessions, que captura una versión tocada en el Paris Theatre, en Londres en 1971.
En 1992, Robert Plant cantó una parte de "Thank You" antes de combinarla con "Crazy Little Thing Called Love" de Queen, en el Concierto en Tributo a Freddie Mercury.
Page y Plant revivieron la canción en 1994 en su gira No Quarted Unledded. En ella interpretaron versiones más suaves de sus shows de 1995 a 1998.
Tori Amos ha interpretado, cantado y grabado, esta canción a piano.
El grupo inglés Duran Duran también realizó una versión de este tema.